# Ванские киргизы
Ванские кыргызы — представители кыргызской диаспоры, проживающей в районе озера Ван на востоке Турции с 1980-х годов. Являются потомками памирских кыргызов. В Турции есть и другие кыргызские группы.

## История
Формирование ванских кыргызов происходило в результате миграции ряда кыргызских племён из Памира в начале XX столетия. С приходом к власти коммунистов в Афганистане, ряд кыргызов, не принявших новую власть, под предводительством Рахманкул-хана бежала сперва в Пакистан, а оттуда в 1982 году в Турцию.
Правительство Турции выделило им особую землю в Ванском вилайете, создало условия для проживания, построило селение Великий Памир. Сегодня количество кыргызов в нем достигает 5000 человек.

## Традиции
Традиция и культура ванских кыргызов мало чем отличается от жителей Кыргызстана. Однако большая часть ванских киргизов, поселившихся в Турции, сегодня начали забывать кыргызский язык и в основном разговаривают друг с другом на турецком. Среди национальных игр популярны «Эр оодарыш», «Кок-бору» и «Ат чабыш».
Поскольку большая часть ванских кыргызов являются мигрантами из Афганистана, их обычаи схожи с афганскими кыргызами, в частности, культура ношения одежды.